# Iperlessia
L'iperlessia (chiamata anche lettura diretta non semantica) è un disturbo evolutivo dell'apprendimento che si manifesta con la capacità di leggere ad alta voce, ma senza comprendere nulla di ciò che si è letto. Questo processo è facilmente spiegabile dal modello di lettura a due vie di Coltheart, in cui viene utilizzata solo la via cosiddetta fonologica e non la via semantica, cioè quella che permette di comprendere il significato delle parole lette. Il risultato è  un bambino che sa leggere e scrivere ma non capisce il contenuto di un testo, anche se di facile comprensione.

## Sintomi
I sintomi caratteristici  dell'iperlessia appartengono alla sfera cognitiva e sociale:
- competenze attive: intensa attrazione per il mondo delle lettere e dei numeri e acquisizione molto precoce delle competenze alla lettura[4], in alcuni casi addirittura anteriore all'apprendimento del linguaggio parlato[5]
- competenze passive: difficoltà nella comprensione del linguaggio verbale
- competenze sociali: sviluppo anormale delle abilità sociali, con conseguente difficoltà a interagire socialmente e a stabilire normali relazioni.

È difficile poi che l'iperlessia si presenti come un disturbo isolato: essa si accompagna spesso ad altre forme di difficoltà di apprendimento o, talvolta, a qualche disabilità intellettiva o ad una sindrome autistica.
Altri disturbi che possono essere a volte presenti:
- difficoltà nell'espressione linguistica: iniziale apprendimento meccanico di frasi di cui non si comprende il significato (ecolalia immediata o ritardata[4]); pronuncia delle parole in ordine inverso[4]
- difficoltà nell'elaborazione di un pensiero astratto: inclinazione per l'espressione  di significati letterali e per il pensiero concreto
- mancanza di iniziativa nelle conversazioni e problemi nel sostenerle[4]
- insistenza in pratiche routinarie e comportamenti rituali
- sviluppo di sensibilità olfattive e tattili
- acutezza nella memoria visiva e uditiva[4]
- comportamenti auto stimolanti (stimming)
- presenza di specifiche e ingiustificate paure;
- sviluppo normale fino all'età di 18-24 mesi, a cui fa seguito un regresso
- difficoltà a rispondere a domande sul "cosa", "dove", "chi" e "perché" (wh... questions)
- apparente sordità all'ascolto selettivo

## Cause
La sindrome dell'iperlessia dipende spesso da una forzatura cognitiva esercitata sul bambino al fine di fargli acquisire  precocemente delle competenze a cui non è ancora pronto; in tal modo il bambino finisce per apprendere solo l'aspetto meccanico del compito che gli viene richiesto e non la reale funzione della lettura che consiste nell'associare un significato ai simboli grafici.